# Manhattangeometri

Längd inom manhattangeometri jämförd med längd inom euklidisk geometri. De röda, blå och gula linjerna har alla samma längd i båda geometrierna, men den gröna har i euklidisk geometri längden 6×√2 ≈ 8,48, vilken är unik som kortaste avstånd. Men i manhattangeometri är den gröna linjens längd fortfarande 12 och alltså inte kortare än någon av de övriga linjerna

Manhattangeometri (på engelska taxicab geometry, det vill säga taxibilsgeometri) är inom matematik en geometri som inte mäter avstånd mellan två punkter som vanligt med euklidisk norm som i euklidisk geometri utan med så kallad 1-norm som introducerades av den tyske mathematikern Hermann Minkowski. Detta innebär att längden från origo till punkten (x, y) beräknas som {\displaystyle |x|+|y|}, det vill säga som förflyttning i x-led adderat med förflyttningen i y-led. Detta kan liknas med hur långt man måste gå mellan två punkter bland höghusen på Manhattan, man kan inte gå snett genom dem utan måste följa de vinkelräta gatorna.

## Uppbyggnad

Cirklar i diskret och kontinuerlig manhattangeometri.

Man kan börja med att tänka sig en diskret mängd punkter (korsningar på Manhattan) förbundet med vinkelräta gator. Om man låter dessa diskreta punkter ligga oändligt nära varandra med vinkelräta gator oändligt tätt har man fått manhattangeometrin.

## Formell definition
Manhattanavståndet, {\displaystyle d_{1}}, mellan två vektorer {\displaystyle \mathbf {p} ,\mathbf {q} } i ett n-dimensionellt reellt vektorrum med fixt kartesiskt koordinatsystem, är summan av längderna av projektionerna från sträckan mellan punkterna på koordinataxlarna:
{\displaystyle d_{1}(\mathbf {p} ,\mathbf {q} )=\|\mathbf {p} -\mathbf {q} \|_{1}=\sum _{i=1}^{n}|p_{i}-q_{i}|},
där {\displaystyle \mathbf {p} =(p_{1},p_{2},\dots ,p_{n})\,} och {\displaystyle \mathbf {q} =(q_{1},q_{2},\dots ,q_{n})\,} är vektorer.
Till exempel, är manhattanavståndet i ett plan mellan punkterna 
{\displaystyle (p_{1},p_{2}),\ (q_{1},q_{2})=|p_{1}-q_{1}|+|p_{2}-q_{2}|.}

### Cirklar

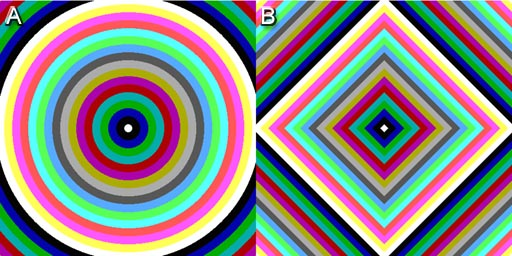
A: normala avstånd
B: manhattanavstånd

En cirkel definieras som mängden av punkter som befinner sig på ett visst avstånd från en given punkt. Den givna punkten kallar vi ofta medelpunkt och avståndet kallas cirkelns radie. I manhattangeometri ser en cirkel inte ut som vi är vana vid, utan, som bilden visar, som en kvadrat vriden 45 grader mot x- och y-axlarna.

## Manhattanavstånd i schack
Avståndet på ett schackbräde för torn mäts i manhattanavstånd, och även för löparen om man vrider planen 45 grader och låter de diagonala rutorna utgöra axlarna.